# Żółcz
Żółcz – wieś w Polsce położona w województwie wielkopolskim, w powiecie gnieźnieńskim, w gminie Niechanowo.
W latach 1975–1998 miejscowość administracyjnie należała do województwa poznańskiego.
Niemiecka nazwa miejscowości to Zoleg lub Zolez.

## Literatura
Część historyczna opiera się na:
- Żółcz [online], Katalog polskich zamków, pałaców i dworów. [dostęp 2024-04-05] [zarchiwizowane z adresu 2023-10-04].